# Lucha Underground Gift of the Gods Championship
El Lucha Underground Gift of the Gods Championship (Campeonato Regalo de los Dioses de Lucha Underground) fue un título de lucha libre profesional defendido en la promoción Lucha Underground. El título fue establecido en las grabaciones del 19 de abril de 2015 con la coronación de Fénix como primer campeón.  Este campeonato se destaca por darle a su poseedor una oportunidad titular para obtener el Campeonato de Lucha Underground en el momento que lo crea conveniente. El concepto es similar a la opción C del X-Division Championship de IMPACT Wrestling. El cinturón del campeonato tiene la particularidad de constituirse por seis medallones de estilo Azteca encastrables en el cuerpo del mismo. La función de estos medallones es la de ser los que definen quién luchara por el campeonato en un "Six Pack Match". Dichos medallones los otorga el mánager Dario Cueto, ya sea por simple regalo, o poniéndolos en juego en luchas. El campeonato y los mismos medallones también pueden ser defendidos si las condiciones son aprobadas por Cueto. 
El campeonato fue canjeado en cuatro ocasiones (de las cuales tres han sido televisadas), con tres canjes exitosos y uno fallido (Brian Cage perdió su oportunidad al ser derrotado por el entonces campeón Matanza Cueto)

## Campeones

### Lista de campeones
|    | Luchador             | N.º | Fecha                   | Días | Show o evento       | Notas y referencias                                                                                          |
| -- | -------------------- | --- | ----------------------- | ---- | ------------------- | --- |
| 1  | Fénix                | 1   | 19 de abril de 2015     | 209  | Ultima Lucha        | Ganó el título inaugural. Emitido el 5 de agosto de 2015.                                                    |
| 2  | King Cuerno          | 1   | 14 de noviembre de 2015 | 7    | Lucha Underground   | Emitido el 5 de agosto.                                                                                      |
| 3  | Fénix                | 2   | 21 de noviembre de 2015 | 1    | Lucha Underground   | |
| —  | Vacante              | N/A | 22 de noviembre de 2015 | N/A  | Lucha Underground   | Debido a que Fenix canjeo su campeonato para ganar contra Mil Muertes.                                       |
| 4  | Chavo Guerrero Jr.   | 1   | 10 de enero de 2016     | 6    | Lucha Underground   | |
| 5  | Cage                 | 1   | 17 de enero de 2016     | 1    | Lucha Underground   | |
| —  | Vacante              | N/A | 18 de enero de 2016     | N/A  | Lucha Underground   | Debido a que Cage canjeo su campeonato para ganar contra Matanza Cueto.                                      |
| 6  | Sexy Star            | 1   | 31 de enero de 2016     | 48   | Ultima Lucha Dos    | |
| 7  | Johnny Mundo         | 1   | 19 de marzo de 2016     | 22   | Lucha Underground   | |
| —  | Vacante              | N/A | 10 de abril de 2016     | N/A  | Lucha Underground   | Debido a que Mundo canjeo su campeonato para ganar contra Sexy Star.                                         |
| 8  | Pentagón Dark        | 1   | 25 de junio de 2016     | 0    | Ultima Lucha Tres   | |
| —  | Vacante              | N/A | 26 de junio de 2016     | N/A  | Ultima Lucha Tres   | Debido a que Pentagón canjeo después de su celebración de Prince Puma.                                       |
| 9  | El Dragon Azteca Jr. | 1   | 1 de marzo de 2018      | 0    | Lucha Underground   | |
| 10 | Marty Martínez       | 1   | 10 de marzo de 2018     | 0    | Lucha Underground   | |
| —  | Vacante              | N/A | 10 de marzo de 2018     | N/A  | Lucha Underground   | Debido a que Martinez canjeo su campeonato para ganar contra Pentagón Dark.                                  |
| 11 | Jake Strong          | 1   | 17 de marzo de 2018     | 1    | Ultima Lucha Cuatro | Derrotó al King Cuerno, Big Bad Steve, Aero Star, Hernández, PJ Black y Dante Fox por el campeonato vacante. |
| —  | Vacante              | N/A | 18 de marzo de 2018     | N/A  | Ultima Lucha Cuatro | Huyó cuando Strong cobró su lucha por el campeón subterráneo de Lucha, Pentagón Dark.                        |
| —  | Desactivado          | —   | 7 de noviembre de 2018  | —    | Lucha Underground   | La serie se suspendió después de Ultima Lucha Cuatro.                                                        |

### Total de días con el título
| N.º | Campeón            | Reinados | Total de días |
| --- | ------------------ | -------- | ------------- |
| 1   | Fénix              | 2        | 209           |
| 2   | Sexy Star          | 1        | 48            |
| 3   | Johnny Mundo       | 1        | 22            |
| 4   | King Cuerno        | 1        | 7             |
| 5   | Chavo Guerrero Jr. | 1        | 6             |
| 6   | Cage               | 1        | 1             |
| 6   | Jake Strong        | 1        | 1             |
| 8   | Pentagón Dark      | 1        | 0             |
| 8   | Marty Martinez     | 1        | 0             |

### Mayor cantidad de reinados
| Reinados | Luchador (es) |
| -------- | ------------- |
| 2 veces  | Fénix         |